# Àcid fumàric
L'àcid fumàric o àcid trans-butendioic és un compost químic amb fórmula HO2CCH=CHCO2H. Es presenta com un compost cristal·lí blanc i és un dels dos isòmers àcids dicarboxílics insaturats, essent l'altre l'àcid maleic. L'àcid fumàric té un gust com de fruita. Les seves sals químiques i èsters s'anomenen fumarats. Es fa servir com additiu alimentari, per regular l'acidesa i el seu codi E és el E297.

## Biologia
L'àcid fumàric es troba a l'herba Fumaria officinalis (d'on prové el nom), en alguns bolets específicament el que rep el nom de Boletus fomentarius var. pseudo-igniarius, i en líquens.
És un intermediari en la reacció dins el cicle de l'àcid cítric. Es forma per oxidació del succinat per l'enzim succinat deshidrogenasa. El fumarat aleshores es converteix per l'enzim fumarasa en malat. La pell humana produeix de manera natural àcid fumàric quan està exposada a la llum solar
El fumarat també és un producte del cicle de la urea.

## Em medicina
L'èster d'àcid fumàric s'usa per al tractament de la psoriasis. Hi pot haver efectes adversos en el ronyó i de gastrointestinals i altres.

## En alimentació
És un acidulant que es fa servir des de l'any 1946 i no és tòxic. Es fa servir en begudes i llevats en pols. Generalment, substitueix l'àcid tàrtric i de vegades l'àcid cítric.

## Química
Primer es va preparar a partir de l'àcid succínic. Una síntesi tradicional es fa amb oxidació del furfural fent servir clorat de sodi en presència de vanadi com a catalitzador. Actualment es fa principalment amb la isomerització de l'àcid maleic.

## Altres usos
Es fa servir en la manufactura de resines de polièster i alcohol polihídric i en tints.

## Seguretat
L'àcid fumàric es converteix, sota una parcial combustió, en anhídrid maleic que és irritant.